# Nicola Moscardelli

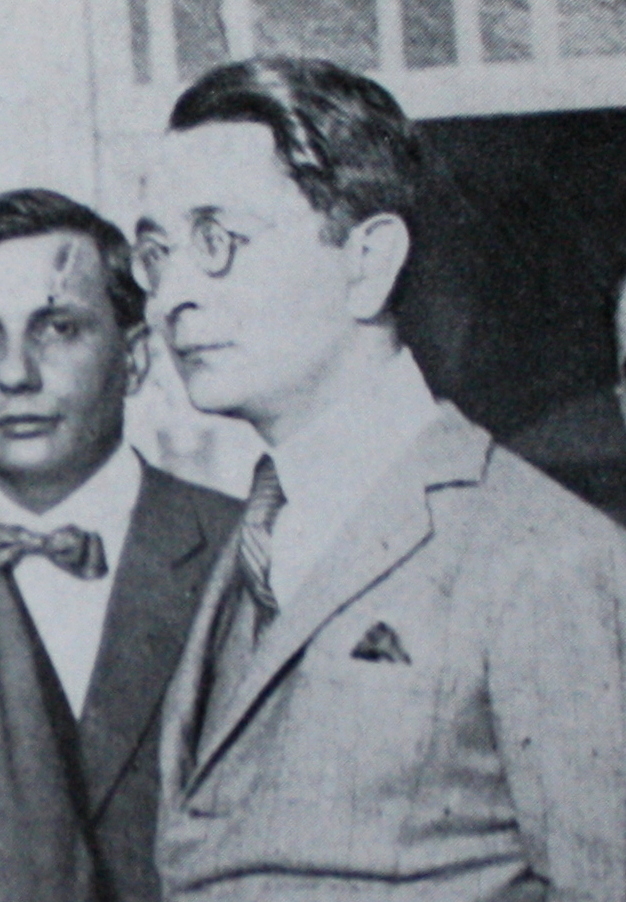
Nicola Moscardelli

Nicola Moscardelli (* 9. Oktober 1894 in Ofena; † 21. Dezember 1943 in Rom) war ein italienischer Schriftsteller, Journalist und Literaturkritiker.
Moscardelli debütierte bereits 1913 mit den symbolistischen Gedichtbänden Le fiamme und La veglia. 1914 ging er nach Florenz, wo unter dem Einfluss des Futurismus sein Gedichtband Abbeveratoio entstand. Als Verfechter des Interventionismus kämpfte er als Leutnant der Reserve in der Infanterie-Brigade Pinerolo an der Isonzofront auf dem Karst. 1915 wurde er im Gesicht schwer verwundet. Die Verletzung hinterließ eine sichtliche Narbe und führte zu einer teilweisen Gesichtslähmung, die ihn für den Rest seines Lebens unter anderem beim Kauen behinderte und ihn immer wieder zu längeren Krankenhausaufenthalten zwang. Für seinen Kriegsdienst wurde er mit der silbernen Tapferkeitsmedaille ausgezeichnet. Seine Kriegserfahrungen reflektierte er in dem Gedichtband Tatuaggi (dt. Tätowierungen).
1916 ließ er sich in Rom nieder und gründete dort mit Giovanni Titta Rosa und Maria D’Arezzo die avantgardistische Zeitschrift Le pagine, die bis 1917 bestand und in der auch ausländische Autoren wie Tristan Tzara publizierten. Von der Kritik geschätzt erschien 1918 der Gedichtband Gioielleria notturna und 1919 die Sammlung lyrischer Prosa La mendica muta.
Ab 1918 arbeitete Moscardelli als Journalist und Literaturkritiker für Zeitschriften wie Il Tempo, Giornale di Roma, Il Sereno, Il Serenissimo, Il Popolo di Roma und L’Italia. Anfang der 1920er Jahre interessierte er sich auch für Prosaliteratur, und nach Bekanntschaft mit Anton Giulio Bragaglia, dem Direktor des Teatro degli Indipendenti für das Drama, er blieb jedoch stets im Kern ein Lyriker. von 1929 bis 1939 war er Sekretär der Accademia d’Italia, danach unterrichtete er Literatur am Conservatorio di Santa Cecila.
Moscardelli verstarb 1943 im Alter von 49 Jahren an den Folgen seiner Kriegsverletzung. Seine Gebeine wurden 1953 auf den Friedhof von Ofena überführt.

## Werke
- Le fiamme, 1913
- La veglia, 1913
- Abbeveratoio, 1915
- Tatuaggi, 1916
- Gioielleria notturna, 1918
- La mendica muta, 1919
- L’ora della rugiada, 1924
- Le porte di bronzo, 1926
- Le grazie della terra, 1928
- Il ponte, 1929
- Foglie e fiori, Anthologie, 1937
- Canto della vita, 1939
- Dentro la notte, posth. 1950

## Quelle
- Dizionario Biografico degli Italiani – Moscardelli, Nicola